# Valltjärnen (Idre socken, Dalarna)
Valltjärnen är en sjö i Älvdalens kommun i Dalarna och ingår i Dalälvens huvudavrinningsområde. Sjön har en area på 0,0382 kvadratkilometer och ligger 714,2 meter över havet.

## Delavrinningsområde
Valltjärnen ingår i det delavrinningsområde (688744-135431) som SMHI kallar för Ovan 688299-135726. Medelhöjden är 715 meter över havet och ytan är 25,2 kvadratkilometer. Räknas de 36 avrinningsområdena uppströms in blir den ackumulerade arean 308,21 kvadratkilometer. Fjätan (Kölån) som avvattnar avrinningsområdet har biflödesordning 2, vilket innebär att vattnet flödar genom totalt 2 vattendrag innan det når havet efter 485 kilometer. Avrinningsområdet består mestadels av skog (71 procent) och sankmarker (28 procent). Avrinningsområdet har 0,13 kvadratkilometer vattenytor vilket ger det en sjöprocent på 0,5 procent.